# Кхолок
Кхолок (также коде, кооде, квооде, пиа, питико, видала, вуркум; англ. kode, koode, kwoode, pia, pitiko, widala, wurkum) — один из языков западночадской ветви чадской семьи. Распространён в северо-восточных районах Нигерии. Численность носителей — около 2 500 человек (1977). Язык бесписьменный.

## Классификация
Кхолок является одним из языков группы боле (или боле-тангале) западночадской подветви западночадской языковой ветви. Согласно классификациям чадских языков, предлагаемым разными авторами, в рамках указанной группы язык кхолок может включаться либо в подгруппу боле, либо в подгруппу тангале. Так, например, в справочнике языков мира Ethnologue язык кхолок отнесён к подгруппе боле вместе с языками бееле, боле, буре, дено, галамбу, гера, герума, гииво, куби, маака, нгамо, ньям и карекаре. В пределах подгруппы боле язык кхолок включается в кластер языков собственно боле.
В классификации американского лингвиста Рассела Шуха, которая приводится в базе данных по языкам мира Glottolog, язык кхолок также включён в подгруппу боле, но его место в пределах этой подгруппы не определено. Помимо языка кхолок к неклассифицированным языкам боле также отнесены буре, маака и ньям.
В классификации афразийских языков британского лингвиста Роджера Бленча язык кхолок отнесён к подгруппе тангале (по терминологии автора —  к языковому объединению «b»), в котором выделяется два языковых кластера. Язык кхолок вместе с языками квами, перо, пийя-квончи, ньям, куши, кутто и тангале образует языковое единство в составе одного из этих двух кластеров, которое входит в объединение «b» (южные боле) подгруппы боле группы боле-нгас подветви западночадских языков A.

## Лингвогеография

### Ареал и численность
Область распространения языка кхолок размещена в северо-восточной Нигерии на территории штата Тараба, в районе Карим Ламидо, рядом с крупным населённым пунктом Диданго.
Ареал языка кхолок с севера и запада граничит с ареалами близкородственных западночадских языков. С севера к области распространения языка кхолок примыкает ареал языка куши, с запада — ареал языка перо. С юга и востока ареал языка кхолок граничит с ареалами адамава-убангийских языков: с юга — с ареалом языка мак, с востока — с ареалом языка леелау.
Численность носителей языка кхолок по данным 1977 года составляла 2 500 человек. По современным оценкам сайта Joshua Project численность говорящих на этом языке составляет 5 500 человек (2016).

### Социолингвистические сведения
Согласно данным сайта Ethnologue, степень сохранности языка кхолок оценивается как «устойчивая». Язык используется в повседневном общении всеми поколениями представителей этнической общности кхолок, включая младшее поколение. Стандартной формы у языка кхолок нет. По вероисповеданию представители этнической общности кхолок в основном являются мусульманами, часть кхолок — христиане.

### Диалекты
Согласно данным онлайн-справочника Glottolog, в области распространения языка кхолок выделяется диалект куншену.